# Sediment Or Fauna Incubation Experiment
Sediment Or Fauna Incubation Experiment (SOFIE) is een gepatenteerd meetsysteem voor het doormeten van de beschikbaarheid van contaminanten in ongestoorde water-sediment overgangen of bodemmonsters. 
Met de mantelbuis worden monsters genomen, die daarna integraal deel uitmaken van de meetcel. Het poriewater wordt met behulp van sondes doorgemeten, waarbij de redoxcondities (=zuurstofloze of zuurstofarme omstandigheden) in tact blijven.